# Purworejo (Regierungsbezirk)

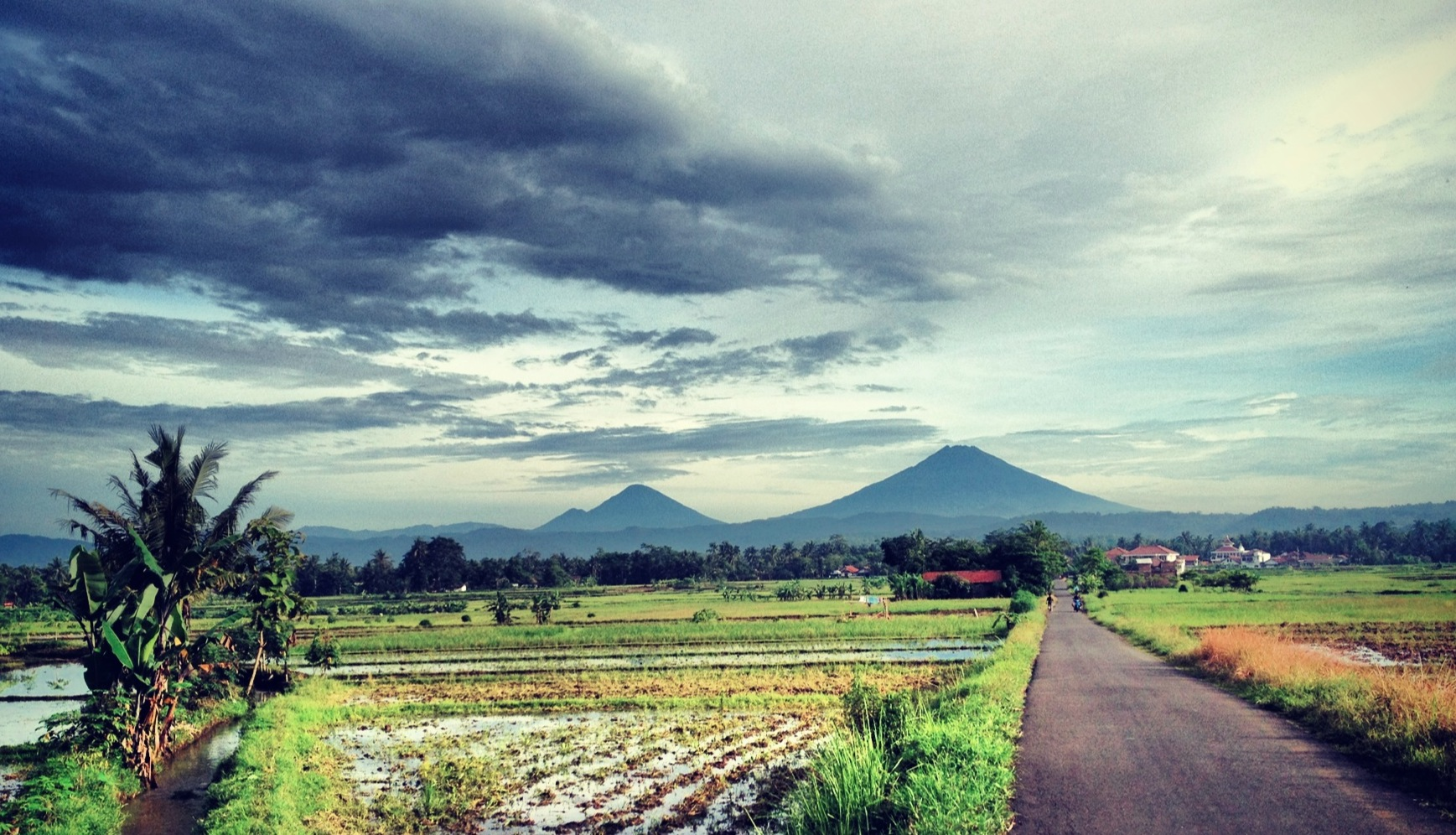
Blick zu den Bergen Sumbing & Sindoro

Purworejo ist ein indonesischer Regierungsbezirk (Kabupaten) in der Provinz Jawa Tengah, im Zentrum der Insel Java. Mitte 2022 leben hier etwa 0,8 Millionen Menschen. Hauptstadt und Regierungssitz des Verwaltungsbezirks ist die Stadt Purworejo, etwa 95 km Luftlinie südwestlich der Provinzhauptstadt Semarang.

## Geographie

### Lage
Der Regierungsbezirk Purworejo erstreckt sich zwischen 7°32′ und 8°54′ s. Br. sowie zwischen 109°47′ und 110°08′ ö. L. Er grenzt im Norden an Wonosobo, im Nordosten an Magelang, im Osten an Kulon Progo (Kabupaten von Yogyakarta) und im Westen an Kebumen. Im Süden bildet die ca. 22 Kilometer lange Küstenlinie des Indischen Ozeans eine natürliche Grenze.

## Verwaltungsgliederung
Der Regierungsbezirk wird administrativ in 16 Kecamatan (Distrikte) unterteilt. Eine weitere Unterteilung erfolgt in 494 Dörfer (davon 25 Kelurahan mit urbanem Charakter)
| Code 1   | Kecamatan Distrikt | Ibu Kota Verwaltungssitz | Fläche (km²) | Einwohner Census 2010 2 | Volkszählung 2020 | Volkszählung 2020 | Volkszählung 2020 | Anzahl der | Anzahl der |
| Code 1   | Kecamatan Distrikt | Ibu Kota Verwaltungssitz | Fläche (km²) | Einwohner Census 2010 2 | Einwohner 3       | 0Dichte 40        | Sex Ratio 5       | Desa 6     | Kel. 7     |
| -------- | ------------------ | ------------------------ | ------------ | ----------------------- | ----------------- | ----------------- | ----------------- | ---------- | ---------- |
| 33.06.01 | Grabag             | Paturejo                 | 64,92        | 42.634                  | 48.903            | 753,3             | 100,8             | 32         | -          |
| 33.06.02 | Ngombol            | Ngombol                  | 55,27        | 30.779                  | 34.791            | 629,5             | 98,9              | 57         | -          |
| 33.06.03 | Purwodadi          | Jenar Wetan              | 53,96        | 36.435                  | 41.095            | 761,6             | 97,7              | 40         | -          |
| 33.06.04 | Bagelen            | Bagelan                  | 63,76        | 28.708                  | 30.486            | 478,1             | 98,4              | 17         | -          |
| 33.06.05 | Kaligesing         | Kaligono                 | 74,73        | 29.107                  | 31.735            | 424,7             | 101,2             | 21         | -          |
| 33.06.06 | Purworejo          | Carigkreplor             | 52,72        | 82.904                  | 85.308            | 1.618,1           | 98,2              | 11         | 14         |
| 33.06.07 | Banyuurip          | Banyuurip                | 45,08        | 39.983                  | 43.234            | 959,1             | 97,3              | 24         | 3          |
| 33.06.08 | Bayan              | Besole                   | 43,21        | 45.636                  | 51.268            | 1.186,5           | 98,4              | 25         | 1          |
| 33.06.09 | Kutoarjo           | Kutoarjo                 | 37,59        | 58.176                  | 62.079            | 1.651,5           | 98,9              | 21         | 6          |
| 33.06.10 | Butuh              | Diangu                   | 46,08        | 38.787                  | 42.011            | 911,7             | 97,9              | 41         | -          |
| 33.06.11 | Pituruh            | Pituruh                  | 77,42        | 45.667                  | 51.191            | 661,2             | 101,3             | 49         | -          |
| 33.06.12 | Kemiri             | Kemiri Kidul             | 92,05        | 50.611                  | 58.230            | 632,6             | 101,9             | 40         | -          |
| 33.06.13 | Bruno              | Brunorejo                | 108,43       | 43.274                  | 52.033            | 479,9             | 105,9             | 18         | -          |
| 33.06.14 | Gebang             | Bendosari                | 71,86        | 39.829                  | 43.401            | 604,0             | 102,2             | 24         | 1          |
| 33.06.15 | Loano              | Banyuasin Kembaran0      | 53,65        | 34.545                  | 38.052            | 709,3             | 101,6             | 21         | -          |
| 33.06.16 | Bener              | Kaliurip                 | 94,08        | 48.352                  | 56.063            | 595,9             | 102,4             | 28         | -          |
| 33.06    | Kab. Purworejo0    | Purworejo                | 1.034,82     | 695.427                 | 769.880           | 744,0             | 100,2             | 469        | 25         |

## Demographie
Zur Volkszählung im September 2020 lebten im Kabupaten Purworejo 769.880 Menschen, davon 384.614  Frauen und 385.266 Männer. Purworejo ist einer der wenigen Kabupaten der Provinz, in dem der Frauenanteil seit dem letzten Census (2010) gestiegen ist (von 49,41 auf 49,96 %).
69,02 % (531.368) gehörten 2020 zur erwerbsfähigen Bevölkerung; 20,83 % waren Kinder (bis 14 Jahre) und 10,15 % waren im Rentenalter (ab 65 Jahren).
Mitte 2022 bekannten sich 98,10 Prozent der Einwohner zum Islam, Christen waren mit 1,82 % (7.695 ev.-luth. / 6.858 röm.-kath.) vertreten, 0,07 % waren Buddhisten. Zur gleichen Zeit waren von der Gesamtbevölkerung 41,07 % ledig; 51,08 % verheiratet; 1,59 % geschieden und 6,25 % verwitwet.

### Bevölkerungsentwicklung
| SP/SUPAS        | 1971         | 1980         | 1990         | 1995         | 2000         | 2005         | 2010         | 2015         | 2020         |
| --------------- | ------------ | ------------ | ------------ | ------------ | ------------ | ------------ | ------------ | ------------ | ------------ |
| Kab. Purworejo0 | 659.088      | 697.301      | 700.788      | 702.264      | 704.063      | 712.851      | 695.427      | 710.275      | 769.880      |
| Anteil in %     | 3,01 %       | 2,75 %       | 2,46 %       | 2,25 %       | 2,37 %       | 2,20 %       | 1,90 %       | 2,10 %       | 2,10 %       |
| Jawa Tengah     | .21.877.081. | .25.372.889. | .28.521.692. | .31.223.258. | .29.653.266. | .32.382.657. | .36.516.035. | .33.753.023. | .36.742.501. |

| Rang unter den 29 Kabupaten der Provinz (06/2022) | Rang unter den 29 Kabupaten der Provinz (06/2022) |
| ------------------------------------------------- | ------------------------------------------------- |
| Fläche                                            | 00013                                             |
| Einwohnerzahl                                     | 00028                                             |
| Dichte                                            | 00025                                             |

- Bevölkerungsentwicklung des Kabupaten Purworejo von 1971 bis 2020
- Ergebnisse der Volkszählungen Nr. 3 bis 8 – Sensus Penduduk (SP)
- Ergebnisse von drei intercensalen Bevölkerungsübersichten (1995, 2005, 2015) – Survei Penduduk Antar Sensus (SUPAS)[6]

## Demographie
2020 lebten in Purworejo 769.880 Menschen, davon 384.614 Frauen und 385.266 Männer.